# Mazelonkowy Potok
Mazelonkowy Potok – potok będący lewym dopływem potoku Forędówki. Jego bieg w całości znajduje się w obrębie miejscowości Ochotnica Górna w województwie małopolskim, w powiecie nowotarskim, w gminie Ochotnica Dolna. Jest to niewielki potok, o długości ok. 1,3 km. Na mapach przeważnie nie posiada nazwy. Wypływa ze źródła na wysokości około 1075 m na południowych stokach szczytu Magurki w Gorcach. Spływa w południowym kierunku i na wysokości około 810 m uchodzi do potoku Forędówki jako jego lewy dopływ. Następuje to na wysokości ok. 740 m.
Potok na całej długości swojego biegu spływa przez las, ale na zachodnich jego zboczach bardzo blisko koryta podchodzi w niektórych miejscach Kurnytowa Polana. Potok ma znaczenie topograficzne, gdyż przy jego ujściu znajduje się początek ścieżki edukacyjnej. Miejsce to oznakowane jest drewnianą rzeźbą górala, zamontowano tutaj również tablicę informacyjną.